# مؤسسة مكافحة الملاريا
مؤسسة مكافحة الملاريا (بالإنجليزية: Against Malaria Foundation) هي مؤسسة خيرية غير ربحية تأسست عام 2004 في المملكة المتحدة ومقرها لندن، توفر ناموسيات مبيدة للحشرات طويلة الأمد للسكان المعرضين لخطر الإصابة بمرض الملاريا.

## الخدمات
وزعت المؤسسة حوالي 200 مليون ناموسية منذ إنشائها وخاصة في دول إفريقيا والعالم.

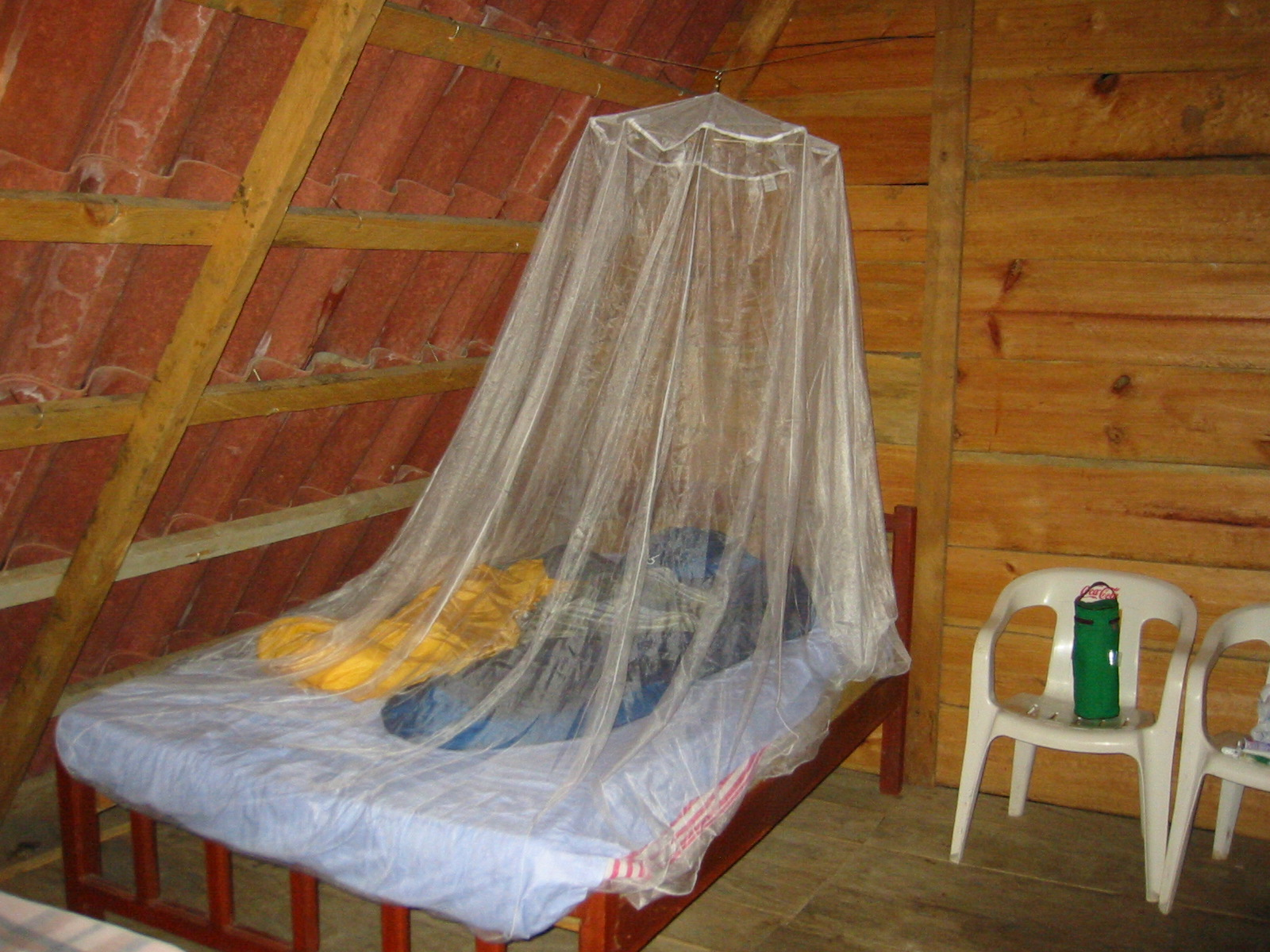
ناموسية

تم توزيع الناموسيات من خلال الشراكة مع الصليب الأحمر الدولي واتحاد الملاريا وجهات مختصة أخرى.
تتعاون مؤسسة مكافحة الملاريا مع برنامج مكافحة الملاريا الوطني في كل بلد والمنظمات الشريكة، تشمل التوزيعات التثقيف بشأن الملاريا للسكان المحليين وتوثيقها من خلال التقارير والصور والفيديو.
تغطي مؤسسة مكافحة الملاريا تكاليف شراء الناموسيات بينما يغطي الشركاء الآخرون تكاليف توزيعها.
يتم إجراء فحوصات ما بعد التوزيع من قبل شركاء مسح مستقلين لتقييم استخدام الناموسيات وظروفها، عادةً بعد فترة 9 و18 و27 شهرًا.

## الإدارة
تضم مؤسسة مكافحة الملاريا ثمانية أمناء ولجنة استشارية تتكون من خبراء الملاريا في جميع أنحاء العالم.
المؤسسة الخيرية مسجلة في المملكة المتحدة وتخضع لقوانين إنجلترا وويلز.

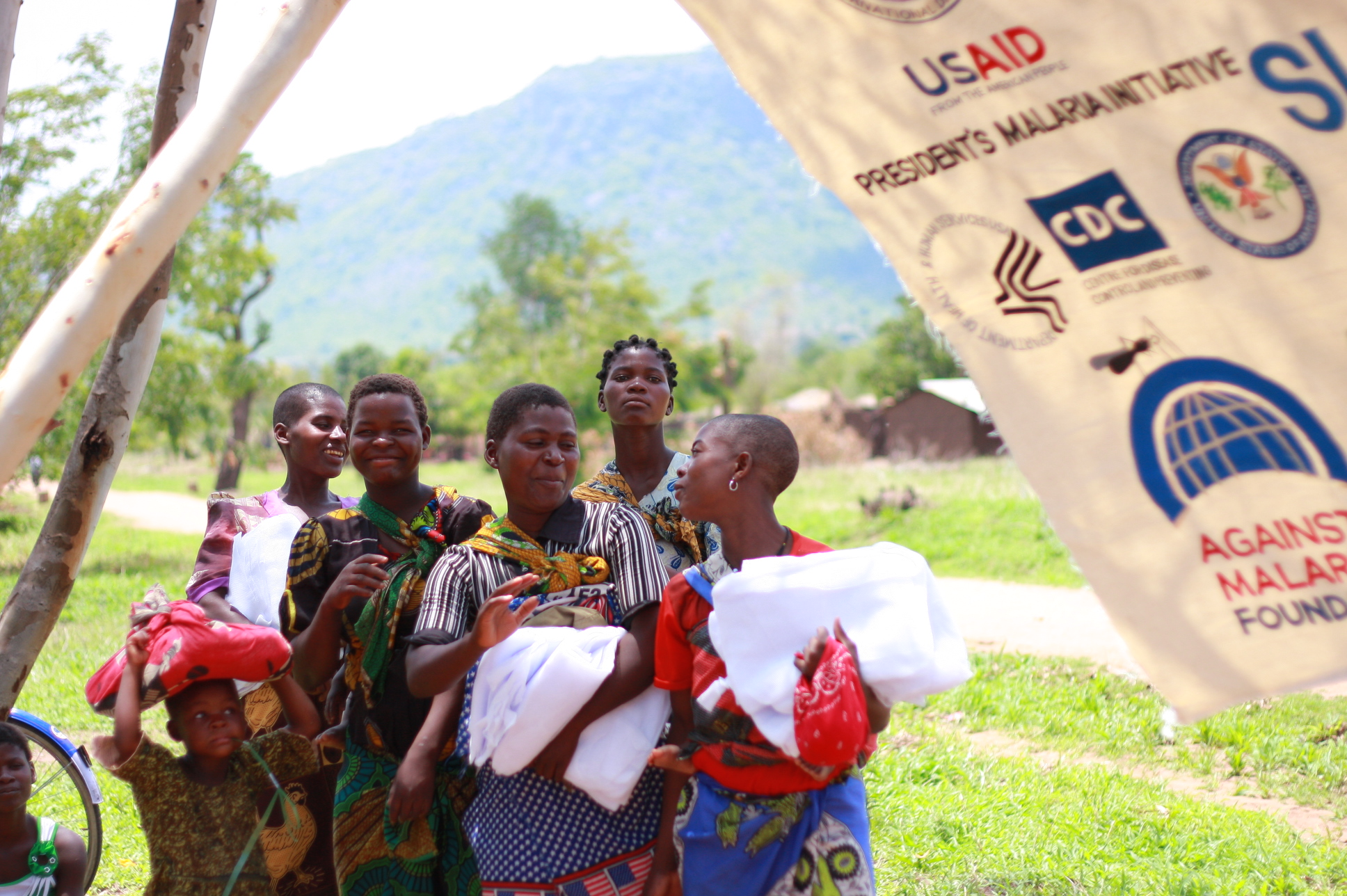
الأشخاص الذين يتلقون شبكات الوقاية من الملاريا في ملاوي

تم تسجيلها في ستة عشر دولة أخرى بما في ذلك الولايات المتحدة وألمانيا وكندا واليابان وكوريا الجنوبية.

## الانتشار
تشمل البلدان التي تخدمها مؤسسة مكافحة الملاريا (AMF) جمهورية الكونغو الديمقراطية وغانا وغينيا وملاوي وبابوا غينيا الجديدة وتوغو وأوغندا وزامبيا.

## النشاط
تدعم مؤسسة مكافحة الملاريا (AMF) أكثر من 100 شركة.
تواصل المؤسسة جمع الأموال للناموسيات وتتلقى التبرعات والمساعدات من دول العالم وتشترك مع شركات عالمية مختصة من أجل توفير الخدمات الطبية اللازمة.

## التقييم
تم تصنيفها كمؤسسة خيرية فعالة من حيث التكلفة من قبل GiveWell (غيف ويل) وهي مؤسسة غير ربحية أمريكية تعمل على تقيم الجمعيات والمنظمات الخيرية وتركز على خلق الاثار الفعالة للعمل الخيري.
  تم اختيار مؤسسة مكافحة الملاريا (AMF) كواحدة من أعلى مؤسستين خيريتين موصى بهما من قِبل GiveWell إلى جانب مبادرة مكافحة داء البلهارسيا في عام 2011.

## روابط خارجية
https://register-of-charities.charitycommission.gov.uk/charity-details/?regId=1105319&subId=0